# Anarho-sindicalism
Anarho-sindicalismul este o teorie anarhistă care consideră sindicalismul ca fiind metoda prin care muncitorii prinși într-o societate capitalistă pot prelua controlul economiei și cu acesta să influențeze întreaga societate. Sindicaliștii consideră teoriile lor economice ca fiind o strategie pentru facilitarea tendințelor muncitorești de a-și afirma interesele de clasă în mod direct, cu valori democratice și producția axată pe nevoi în detrimentul profitului.
Principiile de bază ale anarho-sindicalismului sunt solidaritatea, acțiunea directă (întreprinsă fără intervenția terților precum politicieni, birocrați), democrația directă sau autogestionarea în muncă. Scopul anarho-sindicalismului este de a aboli sistemul salarial și sclavia salarială.
Anarho-sindicaliștii consideră că scopul statului este acela de a proteja proprietatea privată creând privilegiul economic, social și politic astfel negând muncitorilor abilitatea de a se bucura de independența materială și autonomia socială care se succed acesteia. În contrast cu Marxism-Leninismul, anarho-sindicaliștii  contestă posibilitatea și necesitatea unui stat socialist, sau un stat care acționează în scopul muncitorilor deoarece orice stat cu intenția de a împuternici muncitorii, inevitabil, se va împuternicii pe sine sau elita conducătoare prin folosirea muncitorilor. Decurgând din filosofia anarhistă din care se inspiră, anarho-sindicalismul susține ideea că puterea corupe.

## Organizații  Anarho Sindicaliste
- International Workers Association (IWA-AIT)-(Asociația Internațională a Muncitorilor)
- Red and Black Coordination (RBC)
- Confederación Nacional del Trabajo (CNT-AIT) Spania.
- Federação Operária do Rio Grande do Sul – Confederação Operária Brasileira (FORGS-COB-AIT) Brazil (Confederația Muncitorilor din Brazilia)